# Rachid Ouramdane
Rachid Ouramdane (Nimes, 1971) es un bailarín y coreógrafo contemporáneo francés.

## Biografía
Rachid Ouramdane, de padres argelinos, se graduó en el Centre national de danse contemporaine de Angers en 1992. Ex bailarín de Hervé Robbe, Emmanuelle Huynh, Catherine Contour, Alain Buffard, Jeremy Nelson, Odile Duboc y Meg Stuart, fundó la compañía Fin Novembre con Julie Nioche en 1996 y luego creó su propia compañía, L'A., en 2007.
Estuvo sucesivamente como artista residente en la Manège de Reims (2000-2004), la Ménagerie de verre en París (2005-2007) y el Teatro de Gennevilliers (2007-2010). También fue artista asociado en la Centro Cultural de Bonlieu en Annecy de 2005 a 2015 y en el Théâtre de la Ville de 2010 a 2015.
Desde el 1 de enero de 2016 dirige, junto a Yoann Bourgeois, el Centro Coreográfico Nacional de Grenoble en la Maison de la Culture de Grenoble, llamada también MC22. En particular, crearon Les Grands Rassemblements, viajes artísticos que difuminan los límites entre artistas y espectadores. En 2020, participó en la candidatura de Grenoble para obtener la etiqueta de Capital Verde Europea. Es director del Teatro Nacional de Chaillot desde el 5 de abril de 2021, donde sucedió a Didier Deschamps.

## Estilo coreográfico
Comprometido con la reflexión sobre la identidad (la suya propia y la de sus padres en particular), Rachid Ouramdane utilizó muy pronto las herramientas multimedia como base para la investigación coreográfica, colaborando desde el principio de su carrera con videoartistas, iluminadores, músicos y artistas plásticos. Ha multiplicado los proyectos en las fronteras de la danza y el documental, viajando a Brasil, Vietnam o China con documentalistas, colaborando con autores (Gilbert Gatoré, Sonia Chiambretto) y a veces vinculando el trabajo de creación a la identidad de un territorio, como en el caso de su pieza Surface de réparation, creada en 2007 con doce deportistas de Gennevilliers durante su residencia allí.

## Coreografías
- 1996 : 3, avenue de l'Espérance
- 1997 : Les absents ont toujours tort
- 1998 : Des gens de passage
- 2000 : Au bord des métaphores, sonido Fanny de Chaillé[9]
- 2002 : Face cachée; À l'œil nu; + ou - là
- 2002 : Skull*Cult, sonido Christian Rizzo
- 2004 : Les Morts pudiques, sonido Fanny de Chaillé
- 2004 : Je ne
- 2005 : Cover
- 2006 : Superstars, con la Ópera Nacional de Lyon
- 2006 : Un garçon debout (con el actor y escenarista, Pascal Rambert)
- 2007 : Surface de réparation (con doce jóvenes deportistas de Gennevilliers)
- 2008 : Loin...
- 2009 : Des témoins ordinaires[8]
- 2010 : Borchévik, une histoire vraie
- 2011 : Exposition universelle[10]
- 2011 : Looking Back (por los  20 años de la compañía británica Candoco)
- 2012 : Sfumato
- 2013 : Polices !, pieza coreográfica sobre un texto de Sonia Chiambretto
- 2014 : Tout autour, acompañado de veinticuatro bailarines del ballet de la Ópera de Lyon.
- 2014 : Tordre
- 2015 : Tenir le temps
- 2017 : Murmuration, por el Ballet de Lorraine
- 2018 : Franchir la nuit
- 2019 : Möbius
- 2019 : Variation(s)
- 2019 : Le secret des oiseaux
- 2020 : Eden
- 2020 : Les Traceurs